# Io & Trixie
Io & Trixie - La mia magica vita con un cane speciale è un libro del 2009 scritto da Dean R. Koontz.

## Trama
Koontz racconta i dieci anni della sua vita trascorsi assieme al suo cane Trixie, un Golden Retriever che per lui e la moglie Gerda è stato quasi come un figlio.

## Edizioni
- Dean R. Koontz, Io & Trixie - La mia magica vita con un cane speciale, Sperling & Kupfer, 2010,  p. 288, EAN 9788820049485.